# Eskalera Karakola

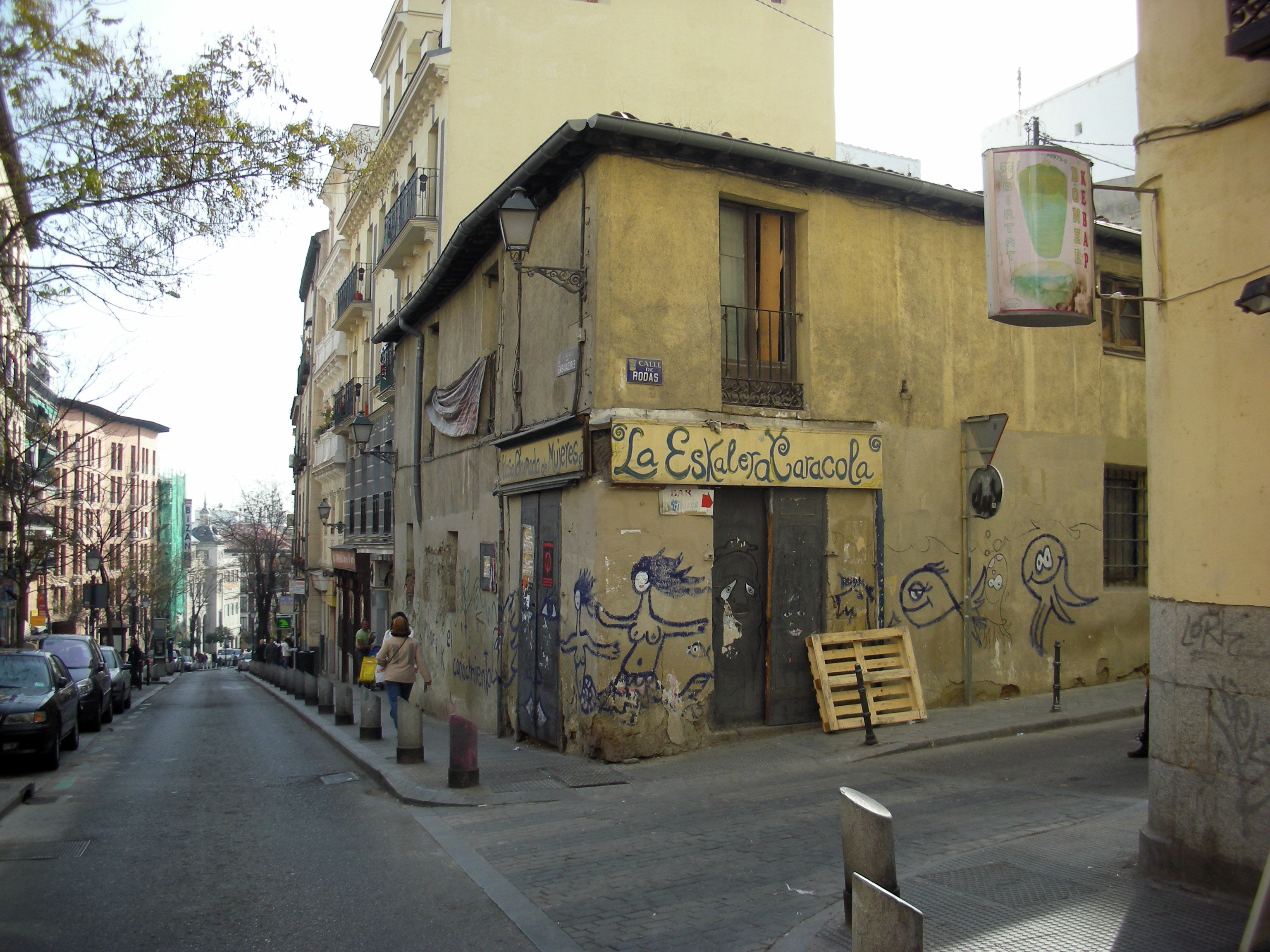
Bâtiment de l'Eskalera Karakola de 1996 à 2005.

Eskalera Karakola est un squat et un centre social autogéré à Madrid, en Espagne. Le bâtiment étant exclusivement dirigé par des femmes, les projets qui y sont développés, en plus d’être inspirés par les principes d’autonomie et d’autogestion, sont principalement le résultat de notions féministes. Situé dans le quartier Lavapiés, rue Embajador (Rue des Ambassadeurs (es)), il se trouvait au numéro 40 de 1996 à 2005, dans une ancienne boulangerie du XVIIe siècle, puis déménagea au numéro 52 après avoir été expulsé du précédent local.
Les activités organisées à l'Eskalera Karakola se concentrent sur les violences domestiques et la précarité des femmes dans la société post-industrielle. Depuis 1998, des projets ayant pour sujet l'antirascisme sont réalisés, particulièrement avec des femmes migrantes, de même qu'un Laboratoire des travailleuses (Laboratorio de Trabajadoras) fut créé en 2002. Le centre prit part à des évènements altermondialistes comme le Forum social européen, et fait partie du réseau européen nextGENDERation. Un journal y est publié : Mujeres Preokupando ("Femmes en train d’inkiéter").